# Othon Friesz

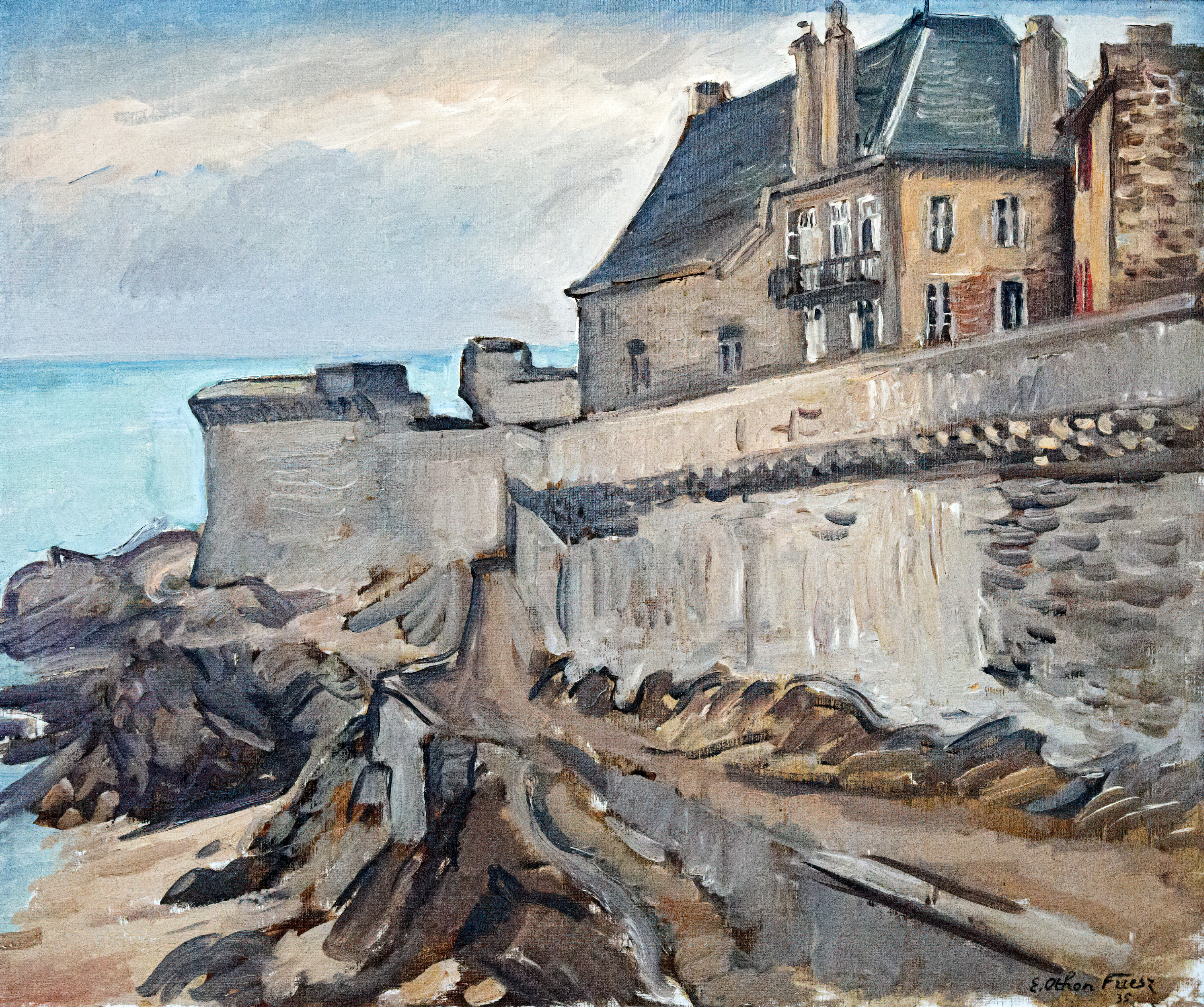
De wallen van Saint-Malo (1935), Musée Toulouse-Lautrec, Albi

Emile-Othon Friesz (Le Havre, 6 februari 1879 - Parijs, 10 januari 1949) was een Frans kunstschilder die behoorde tot de groep van de Fauvisten.
Friesz werd vanaf vroege leeftijd aangemoedigd door zijn ouders om kunstenaar te worden. Door hen werd hij al in 1891, samen met zijn vriend Raoul Dufy in de leer gesteld bij de schilder Charles Marie Lhullier in Le Havre. In 1898 ging hij naar Parijs en in 1899 kreeg hij een beurs toegewezen voor de École des Beaux Arts in Parijs. Hij studeerde hier samen met bekende schilders als Georges Rouault, Albert Marquet en Henri Matisse.
Vanaf 1903 begint Friesz zijn zelfstandige carrière als kunstschilder. Hij werkte aanvankelijk in de stijl van het naturalisme van Camille Pissaro. Hij werd sterk beïnvloed door de kunstschilders van de Fauve-beweging onder wie zijn studiegenoot Henri Matisse. Tussen 1905 en 1908 huurden zij zelfs beiden een studio in hetzelfde gebouw in Parijs. In 1906 en 1907 ondernam Friesz reizen naar Antwerpen en naar La Ciotat, met Georges Braque. Op deze reis schilderden beiden dezelfde onderwerpen om zich te vermaken. In 1907 exposeerde hij met de fauvisten. Zijn werk werd in deze periode gekenmerkt door een strakke kadrering, het gebruik van veel kleuren en van vereenvoudigde vormen.
Het jaar daarop verhuisde hij naar Normandië en keerde het fauvisme de rug toe en schilderde in de lijn van het postimpressionisme. Onder invloed van Paul Cézanne gebruikte hij gematigde kleuren en lette hij meer op de ordening en de opbouw van zijn werk. Nog later werd zijn werk traditioneler en soberder en leek zijn werk op dat van Poussin en Jean-Baptiste Siméon Chardin. Na de Eerste Wereldoorlog keerde hij weer terug naar Parijs. 
Friesz werd door collega-schilders wel als een van de beste schilders van zijn periode genoemd, onder anderen door Georges Braque en Raoul Dufy.
Tijdens zijn leven ontving Friesz vele prijzen, een van de belangrijkste hiervan was de Prix Carneige.

## Catalogue raisonné
De catalogue raisonné van het werk van Friesz werd samengesteld door Robert Martin en Odile Aittouarès.